# Аналіз краси

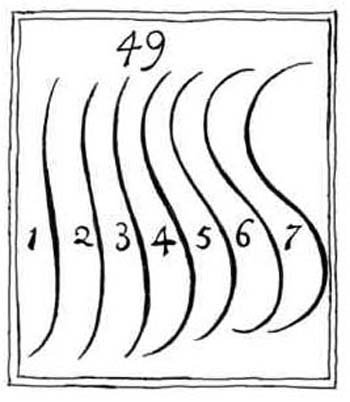
S-лінії з гравюри у книзі.

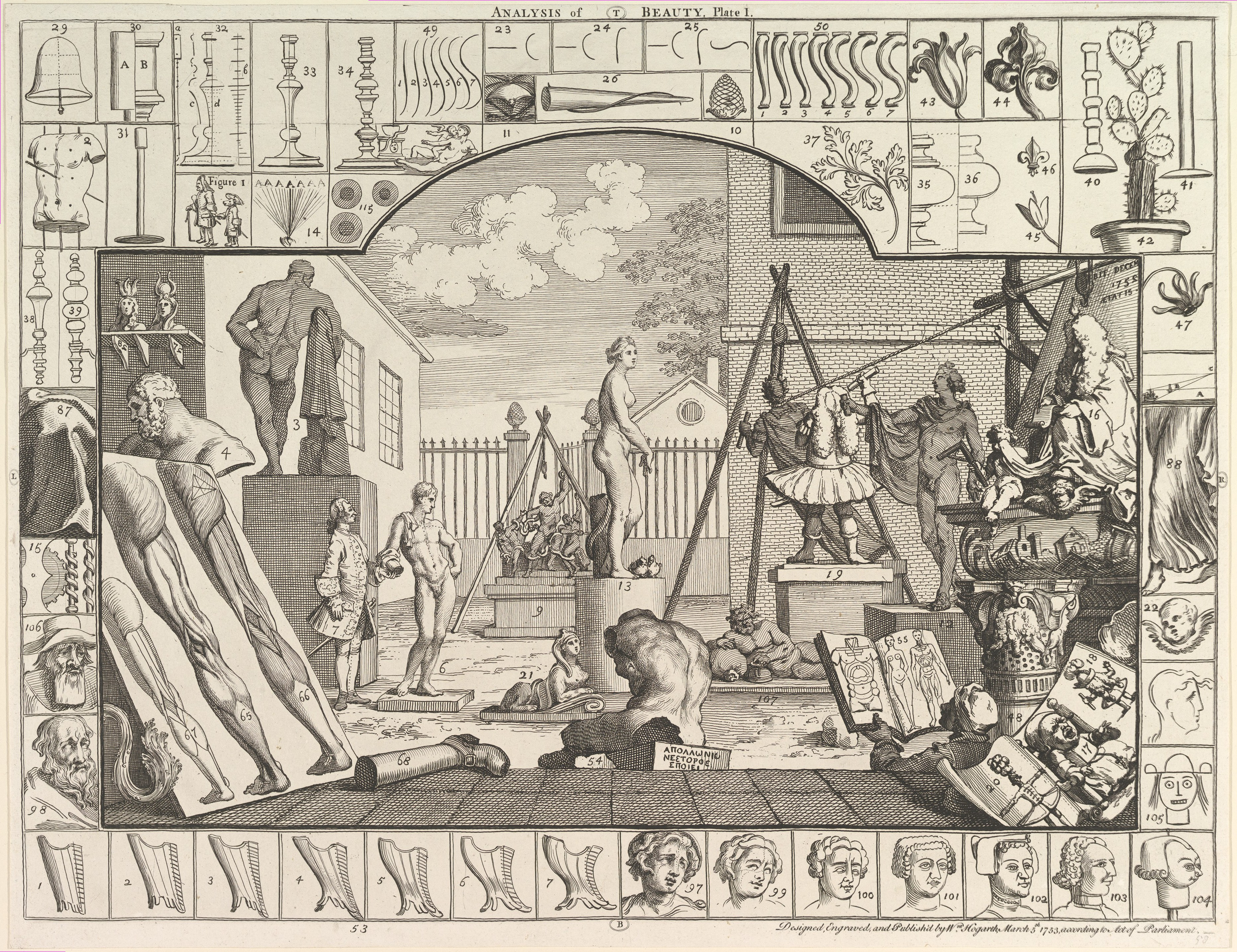
Перша гравюра книги

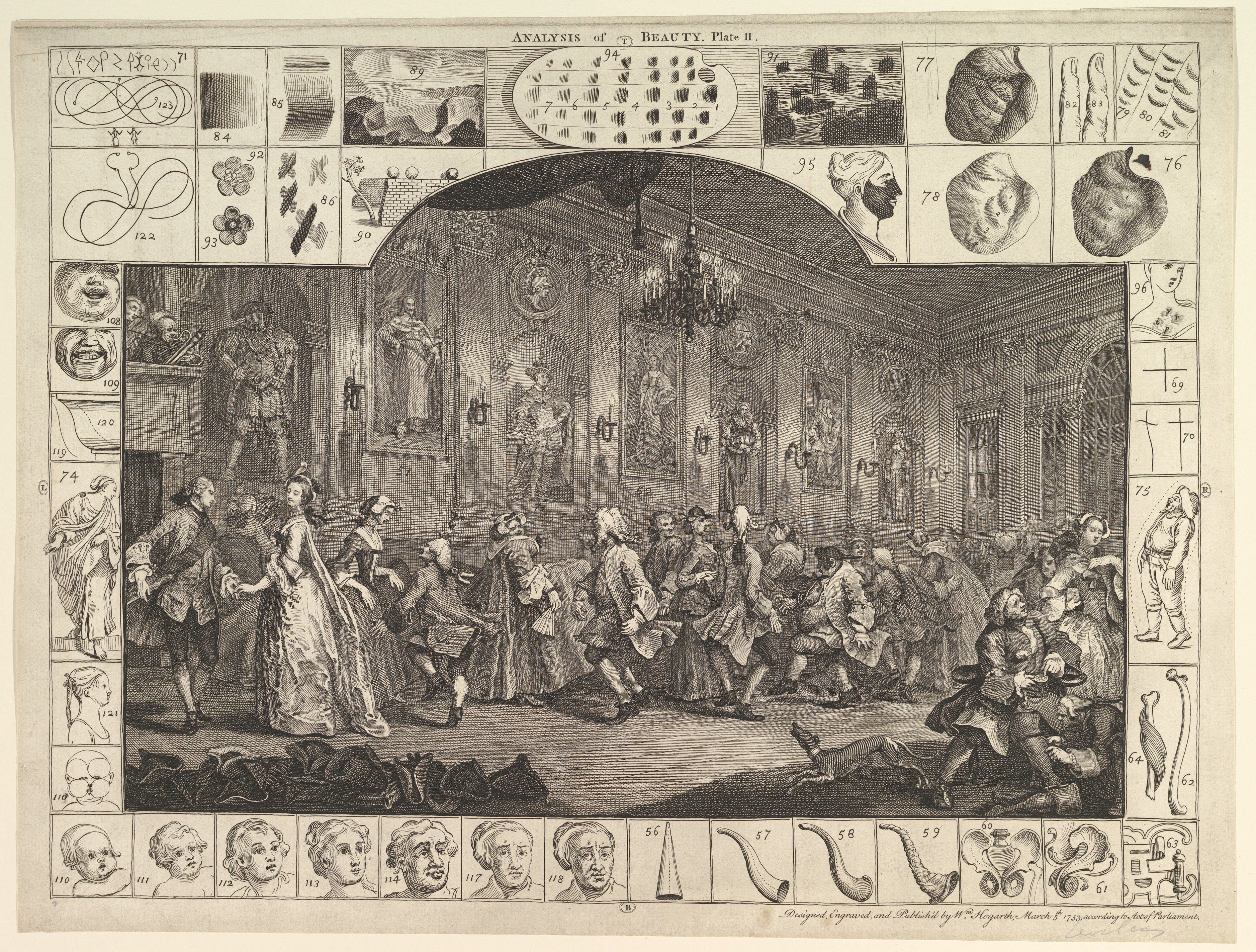
Друга гравюра книги

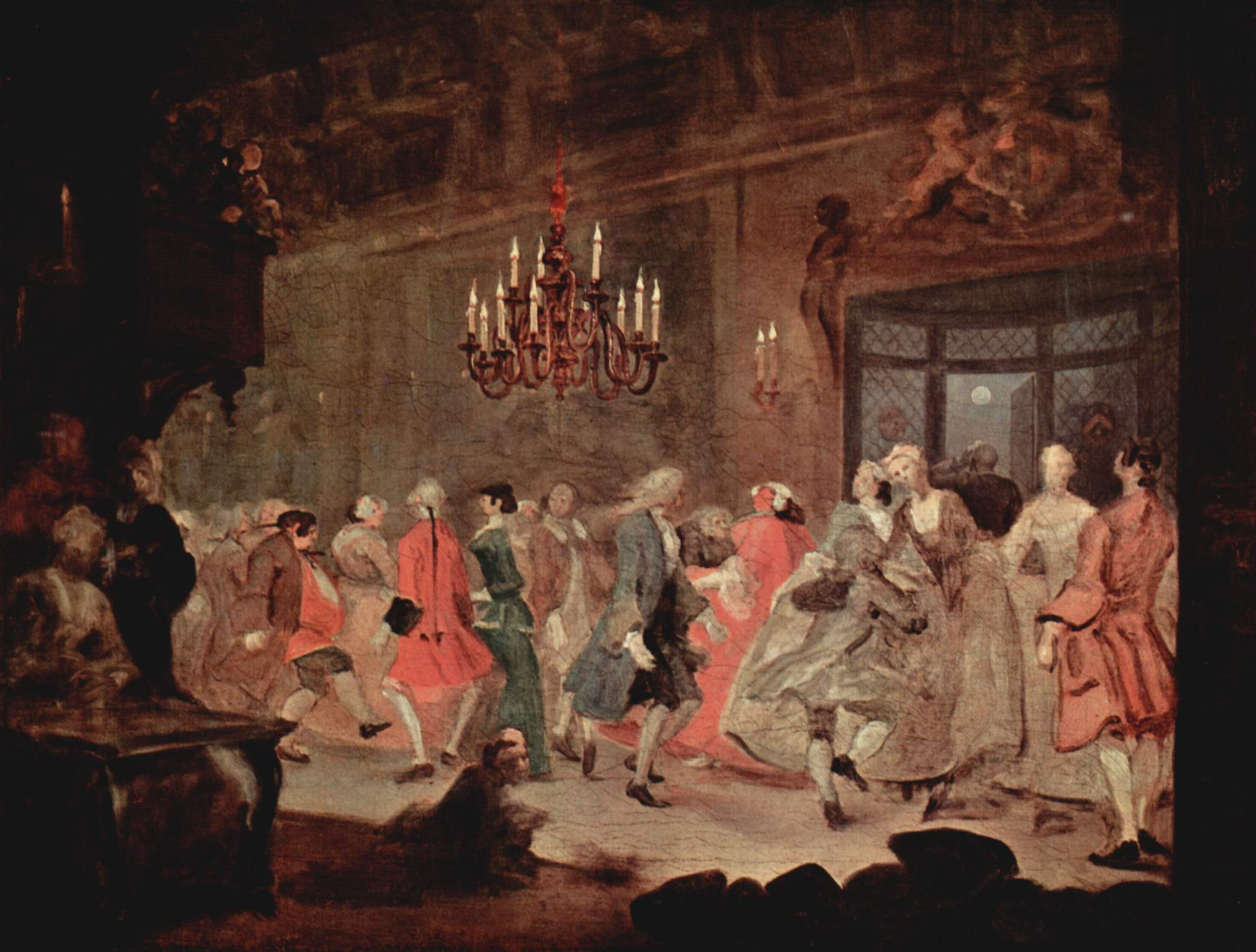
Танок / Щасливе весілля VI: Сільський танок (бл.1745). Ця сцена була використана для ілюстрації книги.

«Аналіз краси» (англ. The Analysis of Beauty) — це книга Вільяма Хогарта (англійського художника, сатирика та письменника 18-го ст.) 1753 року, в якій Хогарт описує свої теорії про візуальну красу та грацію мовою, доступною пересічній людині його часу.

## «Лінія краси»

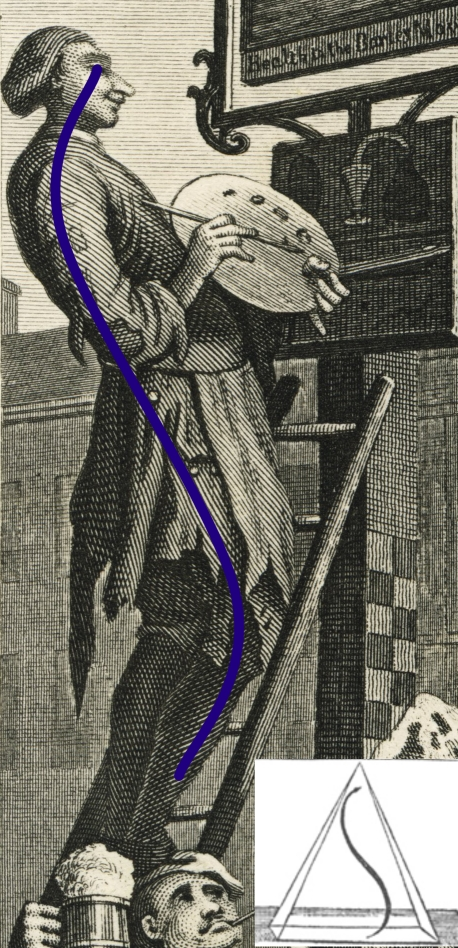
Лінія краси на малюнку Хогарта "Той, хто малює вивіску «Beer Street»

Серед ідей Хогарта про красу чільне місце посідає теорія лінії краси — лінії у формі латинської «S» (зміїної лінії), яка захоплює увагу глядача та створює ілюзію життя та руху на картині. «Аналіз краси» став інтелектуальним центром того, що історик Ернст Ґомбріх називав «похмурою кампанією проти модного смаку», а сам Хогарт дещо іронічно — «Війною з цінувальниками».

## Шість принципів
У книзі Хогарт визначає шість принципів, які незалежно впливають на красу, але хоча він зазначає, що вони мають вплив, він не вказує, наскільки сильний та який саме. 

Перший принцип краси - придатність (англ. fitness), яка сама по собі не є джерелом краси, але може бути описана, які її матеріальна причина. І хоча вплив придатності на красу в цілому поміркований, вона є необхідною причиною. Придатність не є обов'язково передбачає призначення. Але неправильно застосовані форми не можуть бути джерелом краси. Саме в цьому є необхідність придатності — якщо форма не має придатності до чогось, її важко вважати красивою.
Другим важливим принципом краси є різноманітність (англ. variety), яку Хогарт визначає через протилежну «однаковість»: «однаковість», відсутність різноманітності, ображає органи відчуття. «Вухо так само страждає від навіть однієї тривалої ноти, як і око, зафіксоване в точці чи на глухій стіні.» Але одночасно наші органи відчувають полегшення, коли знаходять деяку  «однаковість» в рамках різноманітної події.
Третій принцип — регулярність (англ. regularity) є формою «composed variety»: регулярність нам приємна лише, коли натякає на придатність. Схожим на регулярність є наступний принцип — простота (англ. simplicity), яка підкреслює задоволення від різноманітності, бо приємна оку. Різноманітність, яка веде до красивого досвіду, повинна бути приглушена простотою. З іншого боку, простота без різноманітності у найкращому випадку лише не дратує.
Складність (англ. Intricacy) — дивний принцип, який прямо не випливає з формальної поведінки красивого об'єкту. Тут Хогарт має на увазі звичку, яка змушує людей до звивистої гонки переслідування, коли краса об'єкту відкривається шматочок за шматком. Кожна складність в охопленні чи розумінні об'єкту підвищує задоволення подолання такої складності для продовження переслідування. Тут є прямий зв'язок з лінією краси, вздовж якої будується кожне зображення. І хоча рух людського погляду сам по собі дискретний, наше «око розуму» рухається вздовж цієї лінії, і головний промінь освітлення рухається вздовж лінії погляду. І цей безперервний рух нашого «ока розуму» породжує принцип складності.
Нарешті, кількість (англ. Quantity), асоціюється з принципом величності (англ. sublimity), який на дату виходу книги Хогарта ще не повністю була відділена від цінування краси. Тому Хогарт пише не про величність, а про величину (англ. greatness). Він визнає, що значна кількість має естетичний вплив на глядача, без необхідності дотримки різноманітності  чи придатності, але застерігає від надмірності, яке веде до  абсурду.